# Perissus chapaanus
Perissus chapaanus là một loài bọ cánh cứng trong họ Cerambycidae.